# Нижнє Новокостеєво
Нижнє Новоко́стеєво (рос. Нижнее Новокостеево, башк. Түбәнге Яңы Кәстәй) — присілок у складі Бакалинського району Башкортостану, Росія. Входить до складу Михайловської сільської ради.
Населення — 14 осіб (2010; 27 у 2002).
Національний склад:
- башкири — 85 %